# 大熊克哉
大熊 克哉（おおくま かつや、1995年12月23日 - ）は、ジャパンラグビーリーグワンクボタスピアーズ船橋・東京ベイに所属するラグビー選手。

## プロフィール
- 長崎県長崎市出身[1]。
- ポジションはフッカー(HO)。
- 身長 171 cm、体重 94 kg

## 来歴
2014年、長崎南山高校卒業後、近畿大学に入る。なお長崎南山高校時代、高校日本代表候補に選ばれたことがある。
2018年、近畿大学卒業後、クボタスピアーズ(現・クボタスピアーズ船橋・東京ベイ)に加入。同年12月15日に行われたジャパンラグビートップリーグ総合順位決定トーナメント3回戦のリコーブラックラムズ戦にて途中出場で公式戦初出場を果たす。